# Agadasys hexablepharis
Agadasys hexablepharis är en tvåvingeart som beskrevs av Ian David Whittington 2000. Agadasys hexablepharis ingår i släktet Agadasys och familjen bredmunsflugor.
Artens utbredningsområde är Thailand. Inga underarter finns listade i Catalogue of Life.